# Mięsień okrężny ust
Mięsień okrężny ust (łac. musculus orbicularis oris) – w anatomii człowieka jeden z mięśni wyrazowych, należący do grupy mięśni otoczenia szpary ust, tworzący podłoże warg, biegnący dookoła szpary ustnej. Jest to mięsień okrężny, jedyny zwieracz szpary ust i jednocześnie antagonista wszystkich pozostałych mięśni szpary ustnej. Obok każdego kąta ust jest węzeł mięśniowy kąta ust, od którego biegną łukowato włókna mięśni w obu wargach przeplatając się w linii środkowej z mięśniem strony przeciwnej. Do węzła mięśniowego kąta ust dochodzą często włókna innych mięśni szpary ustnej, przebiegając przeważnie promienisto. Mięsień okrężny ust unerwiony jest przez gałązki policzkowe nerwu twarzowego, a unaczyniony przez tętnicę wargową dolną i tętnicę wargową górną.